# Іхтіостега
Іхтіостега (Ichthyostega) — рід ранніх тетрапод, який жив у верхньому девонському періоді близько 367—362,5 млн. років тому, і являє собою першу проміжну ланку між рибами та амфібіями. Цей рід розглядається в складі амфібій, проте він не є прямим предком сучасних видів, предки яких — лепоспонділи (Lepospondyli) — з'явилися в кам'яновугільному періоді.
Іхтіостеги мали кінцівки, проте ймовірно, вони не використовувалися для ходьби. Іхтіостеги мали хвостовий плавець і деякі органи чуття, що функціонують лише у воді. Тіло їх було покрите дрібними лусочками.
На думку деяких вчених, іхтіостеги можуть вважатися перехідними формами між кистеперими рибами і наземними хребетними.

## Історія та систематика

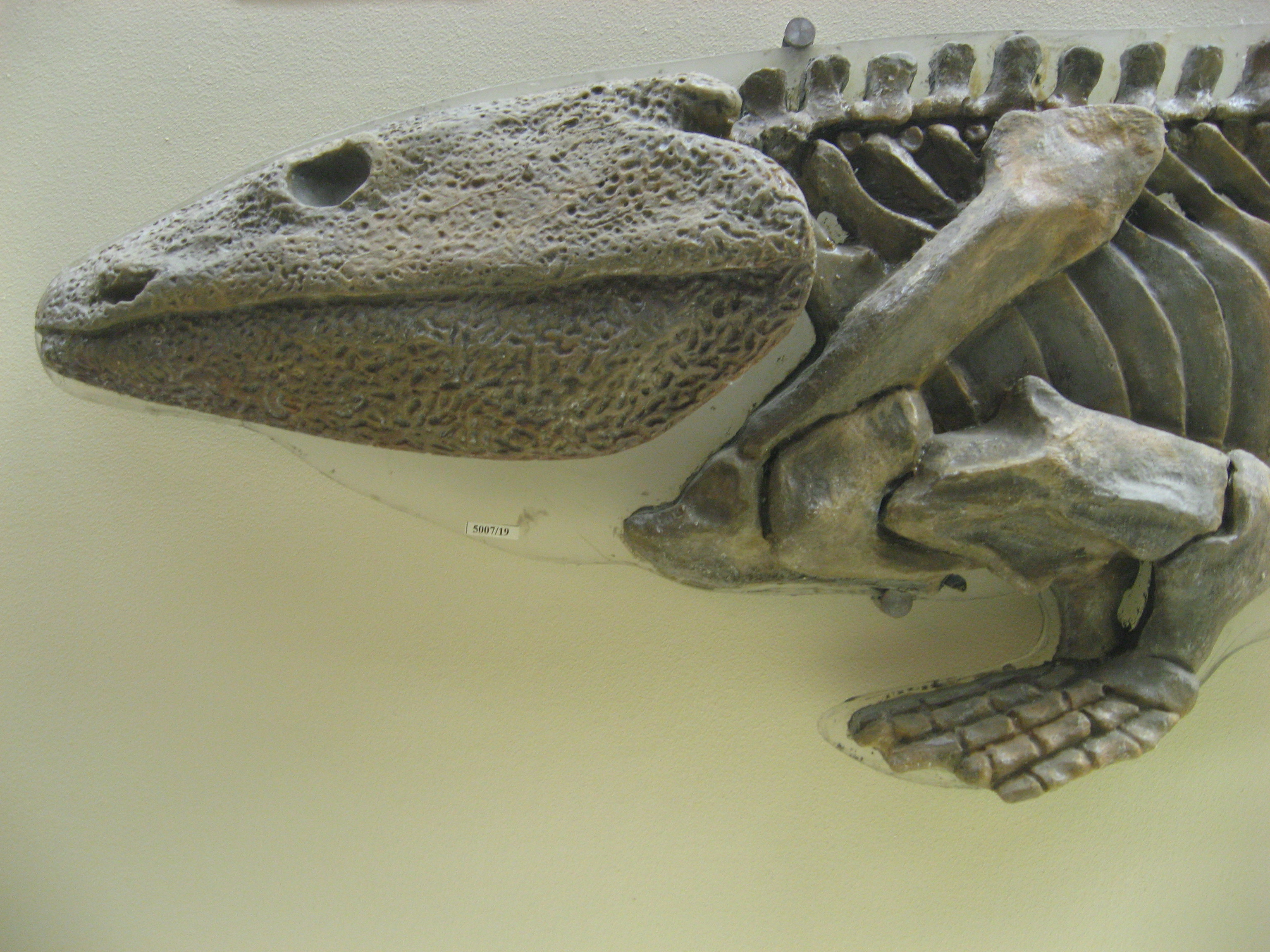
Частина скелета іхтіостеги в Палеонтологічний музей імені Ю. О. Орлова

1932 року Сейв-Содерберг описав чотири види іхтіостегів із верхнього девону, знайдених у східній частині Гренландії і один вид, який належить до роду Ichthyostegopsis, I. wimani. Ці види могли бути синонімічними, тому що їхні морфологічні відмінності не були різко виражені. Види розрізнялися пропорціями і будовою черепа. Порівняння було проведено на чотирнадцяти примірниках, зібраних у 1931 році Данською Східною Гренландською експедицією. Додаткові примірники було зібрано між 1933 та 1955 роками.
Рід Ichthyostega близько споріднений з акантостегою (Acanthostega gunnari), також виявленою в східній частині Гренландії. У порівнянні з акантостегою череп іхтіостеги виглядає більш рибоподібним, проте пояс її передніх кінцівок сильніший і краще адаптований до наземного життя.

## Характеристики
Іхтіостеги були близько 1,5 метрів завдовжки і мали по сім пальців на задніх лапах. Точну кількість пальців на передніх лапах поки не встановлено, але ймовірно, що їх було теж сім. На хвості у них був плавець «риб'ячого» типу підтримуваний невральними і гемальними дугами.
Ніздрі розташовувалися біля нижнього краю щелеп. Слізна кістка примикає до ніздрі, але не до очниці.
Міжскронева кістка відсутня (ця обставина виключає можливість походження більшості темноспондилів від цього роду).
Задньотім'яна кістка непарна. Щелепна кістка стикається з квадратновилицевою. Зберігаються підкришкові і передкришкові кістки. Носові кістки широкі. Очниці овальні і розташовані в центральній частині черепа. Хорда через отико-окципітальну частину мозкової коробки доходить до гіпофізарної ямки.